# Маша Весеняк
Маша Весеняк (словен. Maša Vesenjak; нар. 12 вересня 1982) — колишня словенська тенісистка.
Найвищу одиночну позицію світового рейтингу — 375 місце досягла 30 липня 2001, парну — 295 місце — 18 грудня 2000 року.
Здобула 2 парні титули туру ITF.
Завершила кар'єру 2003 року.

## Фінали ITF (2-9)

### Одиночний розряд (0–3)
| Легенда          |
| ---------------- |
| Турніри $100,000 |
| Турніри $75,000  |
| Турніри $50,000  |
| Турніри $25,000  |
| Турніри $10,000  |

| Фінали за покриттям |
| ------------------- |
| Тверде (0–2)        |
| Ґрунт (0–1)         |
| Трава (0–0)         |
| Килим (0–0)         |

| Результат | Ранг | Дата            | Турнір             | Покриття | Суперниця      | Рахунок                  |
| --------- | ---- | --------------- | ------------------ | -------- | -------------- | ------------------------ |
| Поразка   | 1.   | 7 серпня 2000   | Карфаген, Туніс    | Ґрунт    | Катарина Мишич | 1–6, 4–6                 |
| Поразка   | 2.   | 18 вересня 2000 | Анталія, Туреччина | Тверде   | Уршка Весеняк  | 3–6, 3–6                 |
| Поразка   | 3.   | 23 жовтня 2000  | Нью-Делі, Індія    | Тверде   | Уршка Весеняк  | 1–4, 5–4(4), 2–4, 4–5(3) |

### Парний розряд (2–6)
| Легенда          |
| ---------------- |
| Турніри $100,000 |
| Турніри $75,000  |
| Турніри $50,000  |
| Турніри $25,000  |
| Турніри $10,000  |

| Фінали за покриттям |
| ------------------- |
| Тверде (0–3)        |
| Ґрунт (1–2)         |
| Трава (1–1)         |
| Килим (0–0)         |

| Результат | Ранг | Дата            | Турнір              | Покриття | Партнерка     | Суперниці                                | Рахунок                |
| --------- | ---- | --------------- | ------------------- | -------- | ------------- | ---------------------------------------- | ---------------------- |
| Поразка   | 1.   | 20 грудня 1999  | Лакхнау, Індія      | Трава    | Уршка Весеняк | Маніша Малхотра Тонґ Ка-по               | 3–6, 7–5, 1–6          |
| Перемога  | 1.   | 27 грудня 1999  | Чандігарх, Індія    | Трава    | Уршка Весеняк | Катарина Мишич Маніша Малхотра           | 6–3, 6–7(5–7), 6–0     |
| Поразка   | 2.   | 18 вересня 2000 | Анталія, Туреччина  | Тверде   | Уршка Весеняк | Б'янка Кремер Адрієнн Хегюдюш            | 4–6, 4–6               |
| Перемога  | 2.   | 25 вересня 2000 | Анталія, Туреччина  | Ґрунт    | Уршка Весеняк | Б'янка Кремер Адрієнн Хегюдюш            | 6–1, 2–6, 6–2          |
| Поразка   | 3.   | 23 жовтня 2000  | Нью-Делі, Індія     | Тверде   | Уршка Весеняк | Рушмі Чакравартхі Сай Джаялакшмі Джаярам | 4–2, 4–5 (5), 4–1, 4–0 |
| Поразка   | 4.   | 30 жовтня 2000  | Нью-Делі, Індія     | Тверде   | Уршка Весеняк | Рушмі Чакравартхі Сай Джаялакшмі Джаярам | 5–3, 4–2, 5–3          |
| Поразка   | 5.   | 4 червня 2001   | Анкара, Туреччина   | Ґрунт    | Уршка Весеняк | Іпек Шенолу Олена Яришко                 | 6–3, 3–6, 4–6          |
| Поразка   | 6.   | 28 жовтня 2001  | Ель-Мансура, Єгипет | Ґрунт    | Уршка Весеняк | Гульнара Фаттахетдінова Олена Яришко     | 1–6, 2–6               |